# 兴庆府
兴庆府是西夏王朝国都所在的府，在今宁夏回族自治区银川市兴庆区。西夏語稱作「伊爾蓋」；《馬可·波羅遊記》中記載為“也里合牙”（Egrigaia），轉拼自《蒙古秘史》中的，中文名稱作「寧夏」。
五代十国后周时为灵州（今宁夏吴忠市西北）所属的怀远县，北宋初年仍为灵州河外怀远县，西至贺兰山六十里，后被废为怀远镇，为灵州河外六镇之一，管理蕃部六族汉户主客223户。宋真宗咸平年间，被李继迁所据。其子李德明认为西平府（灵州）地居四塞之地，不利于防守，不如怀远背山面河形势有利，改怀远镇为兴州。天禧四年（1020年），派遣大臣贺承珍督率役夫，北渡黄河建城，营造城阙宫殿及宗社籍田，迁都于此。
西夏景宗李元昊继位后，1033年又广建宫城，营造殿宇，李元昊称帝后升兴州为兴庆府（今宁夏回族自治区银川市）。并于此正式立文武班；建立西夏统治机构。筑台城南，于天授礼法延祚元年（1038）十月十一日在此受册，即皇帝位。西夏历代皇帝皆以此为都城。守卫兴庆府军队有7万人驻扎在贺兰山克夷门，据人口学估算，城内居民约20万人。兴庆府是12-13世纪中国西北地区重要的的文化、政治、经济、宗教中心。1205年，兴庆府更名中兴府，俗称东京。元世祖至元二十五年（1288年）元朝改中兴府置宁夏府路。

## 布局
兴庆府的营造呈“人”字形布局，宫城作为“头部”位于西北部，其他机构分布在“腹胸”和“四肢”上！这与西夏民族敬拜鬼神的社会习俗有关,也是对风水文化的发展。 
西夏兴庆府呈长方形，周十八余里（宋1里=456.4米，18里约合现在8.215公里），护城河阔十丈，南北各两门，东西各一门，共6门。另有西南、西北城关光化门、振武门，沿用至明、清。都城营造仿唐制，为里坊制。城内建有中书院、枢密院、三司、御史台、开封府、翊卫司、官计司、受纳司、农田司、群牧司、飞龙苑、磨勘司、文思院等机构。
道路成方格形，街道较宽，有崇义坊等二十余坊；皇家手工业作坊集中于宫城宫厅，冶铁铸造区域占有很大面积；宗教场所有承天寺、高台寺、戒坛寺、大度民寺等十余所。城中皇家的宫殿园林占有很大面积，有一定规模的宫城，而一般居民则密集分布于数十个街坊之内，均为平顶土屋或土板屋。游览名胜有兴庆府西快活林、贺兰山避暑行宫、贺兰山木栅行宫等。

## 流行文化

### 文学
- 金庸《天龙八部》第四十六回《酒罢问君三语》 ，西夏银川公主为了找到虚竹而进行的提问招亲，则是发生在兴庆府西夏皇宫。
- 日本作家井上靖的小说《敦煌》中，主人公赵行德被征入西夏军队后，曾在兴庆府西北角的一座迦蓝寺院中学习西夏文[6]。

### 游戏
在游戏《刺客信条》中，1227年，作为蒙古帝国征服西夏的一部分，成吉思汗用他的军队包围了这座城市。大约在这座城市被他的军队攻陷的时候，他听说附近有刺客在追杀他。虽然他试图骑马逃离他的营帐，但没有成功，因为他被蒙古刺客呼兰噶尔和黎凡特刺客达里姆·伊本-拉阿哈德从马背上击落并因此遇刺。兴庆府在《刺客信条：秘密圣战》（首次登场）和《刺客信条：映像》都有出现。